# ما ماشین کرایه می‌دهیم
ما ماشین کرایه می‌دهیم (به هندی: Hum Hai Raahi Car Ke) فیلمی محصول سال ۲۰۱۳ و به کارگردانی جیوتین گوئل است. در این فیلم بازیگرانی همچون دو گوئل، سانجی دات، آدا شارما، انوپم کهیر، چانکی پاندی، جوهی چاولا ایفای نقش کرده‌اند.